# Bernard Fresson

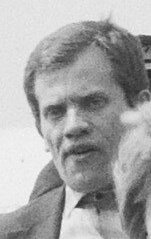
Bernard Fresson, 1960

Bernard Fresson (* 27. Mai 1931 in Reims; † 20. Oktober 2002 in Paris) war ein französischer Schauspieler.

## Leben
Bernard Fresson studierte zunächst Jụra und kam dann durch eine studentische Theatergruppe zur Schauspielerei. 1956 debütierte er in Paris als Theaterschauspieler und erhielt zwei Jahre später auch erste Rollen in Kinofilmen. Bekannt wurde 1959 durch Alain Resnais’ Hiroshima, mon amour. Die beiden arbeiteten danach noch bei weiteren Filmen zusammen.
Fresson war vor allem in politischen Filmen zu sehen, so in Resnais’ Der Krieg ist vorbei (1966), in Es regnet über Santiago (1975) und Z (1968). Im Unterhaltungskino etablierte er sich 1972 durch Serge Korbers Kerzenlicht. Er spielte darin den besten Freund der alleinerziehenden Mutter Marie-Louise Boursault (Annie Girardot), der sich in deren anfänglich renitente Filmtochter (Claude Jade) verliebt. Sind Fresson und Jade im Film am Ende ein Paar, so beginnt während der Dreharbeiten die Affaire zwischen Fresson und Girardot, die sieben Jahre dauert. In Das Mädchen und der Kommissar war er der Kleinkriminelle Abel, auf den der Kriminalkommissar Max (Michel Piccoli) die deutsche Prostituierte Lili (Romy Schneider) ansetzt. In der US-Produktion French Connection II mit Gene Hackman agierte Fresson 1974 auf Seiten des Gesetzes. Zu seinen letzten Filmerfolgen zählt Christophe Gans’ Pakt der Wölfe.
Während seiner Karriere war Fresson zwei Mal für einen César als Bester Nebendarsteller nominiert.
Bernard Fresson ist Absolvent der HEC Paris.

## Filmografie (Auswahl)
- 1959: Hiroshima, mon amour
- 1961: In Freiheit dressiert (La bride sur le cou)
- 1961: Mädchen im Schaufenster (La ragazza in vetrina)
- 1964: Der Himmel brennt (Le ciel sur la tête)
- 1965: 100 Millionen im Eimer (Cent briques et des tuiles)
- 1966: Spion zwischen 2 Fronten (Triple Cross)
- 1966: Der Krieg ist vorbei (La guerre est finie)
- 1966: Das Geheimnis der weißen Masken (Les compagnons de Jéhu)
- 1968: Bei Bullen „singen“ Freunde nicht (Adieu l’ami)
- 1968: Ich liebe dich, ich liebe dich (Je t’aime, je t’aime)
- 1968: Z
- 1970: Ein Bulle sieht rot (Un condé)
- 1970: Die Dame im Auto mit Brille und Gewehr (La dame dans l’auto avec des lunettes et un fusil)
- 1971: Das Mädchen und der Kommissar (Max et les ferrailleurs)
- 1972: Kerzenlicht (Les feux de la chandeleur)
- 1973: Kein Rauch ohne Feuer (Il n'y a pas de fumée sans feu)
- 1974: French Connection II
- 1975: Beiß nicht, man liebt dich (Mords pas, on t’aime)
- 1975: Es regnet über Santiago (Il pleut sur Santiago)
- 1976: Marie-poupée
- 1976: Mado
- 1976: Der Mieter (Le locataire)
- 1978: Herzflimmern in St. Tropez (L’amant de poche)
- 1981: Der Maulwurf (Espion, lève-toi)
- 1983: Garçon! Kollege kommt gleich! (Garçon!)
- 1983: Die Schrecken des Krieges (Los desastres de la guerra) (sechsteilige spanische Fernsehserie)
- 1984: Die Enthüllung (Rive gauche, rive droite)
- 1984: Zielscheiben
- 1986: Soldat Richter
- 1990: Die Entführung der Achille Lauro (Hijacking of the Achille Lauro)
- 1996: Mein Mann – Für deine Liebe mach’ ich alles (Mon homme)
- 1998: Place Vendôme
- 2000: Das Findelkind (Sans famille)
- 2001: Pakt der Wölfe (Le pacte des loups)
- 2002: L’adversaire